# Грдличка, Петр
Петр Грдличка (чеш. Petr Hrdlička, род. 23 декабря 1967, Брно) — чешский стрелок, выступавший в дисциплине трап стендовой стрельбы. Олимпийский чемпион 1992 года.

## Карьера
Главным достижением Петра Грдлички стала золотая медаль Олимпийских игр 1992 года в Барселоне. Эта медаль стала единственной, завоёванной на крупнейших международных соревнованиях.
В настоящее время Грдличка является главным тренером сборной Чехии по трапу. Его дети, сын Вит и дочь Зина также занимаются стендовой стрельбой. Дочь стала в 2019 году чемпионкой мира среди юниорок в командных соревнованиях по трапу, прибавив к этому успеху бронзовую медаль в личном зачёте.